# Foho Borbote
Der Foho Borbote (kurz: Borbote) ist ein Berg in der osttimoresischen Gemeinde Bobonaro. Er liegt im Südosten des Südterritoriums des Sucos Guenu Lai (Verwaltungsamt Cailaco), in der Aldeia Biaboro. Der Borbote hat eine Meereshöhe von 371 m. Südlich fließt der Fluss Aimera.